# Anthémia
Le dème d'Anthémia, en grec moderne : Δήμος Ανθεμίων / Dímos Anthemíon, est un ancien dème du district régional d'Imathie, en Macédoine-Centrale, Grèce. Depuis 2010, il est fusionné au sein du dème de Náoussa.
Selon le recensement de 2011, la population du dème s'élève à 7 534 habitants.